# 丹麥殖民地

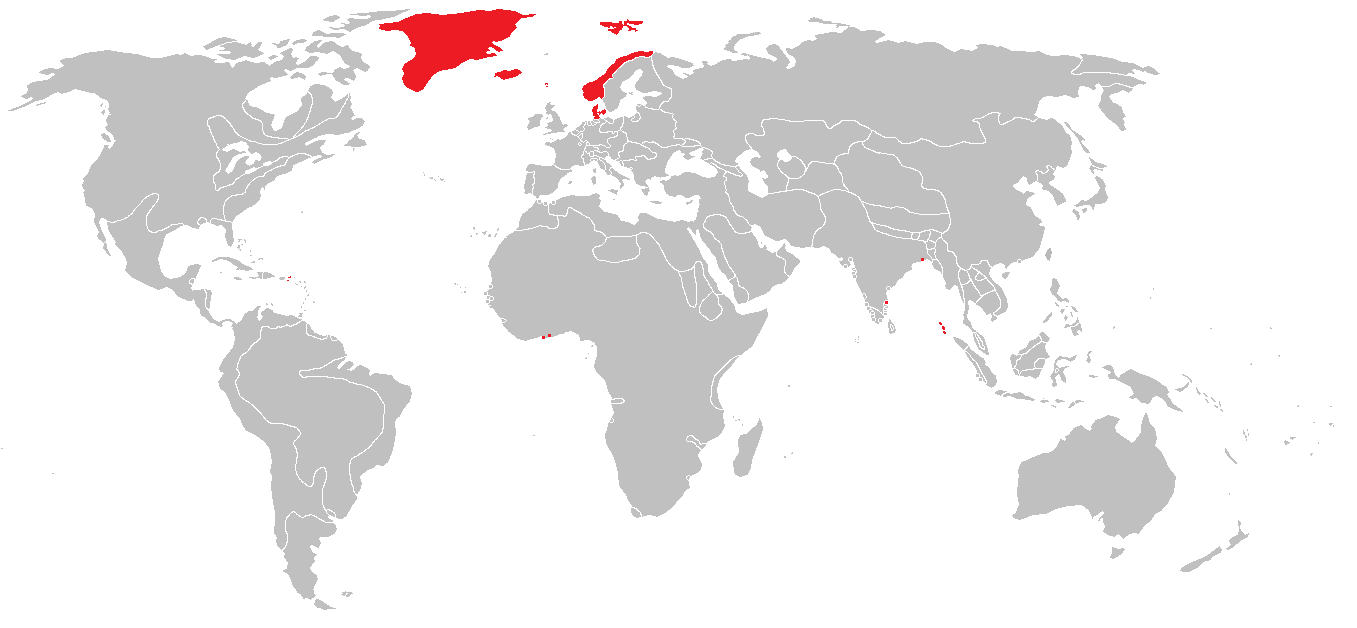
丹麥-挪威殖民地分布圖

丹麥殖民地為丹麥-挪威聯合王國共同統治的殖民地帝國。基於種種因素，丹麥早已經在13世紀開始了對其他地方的統治。它在與挪威的結盟中得到了挪威領土、格陵兰、法罗群岛、蘇格蘭的奧克尼群島、設得蘭群島和冰島等地。然而，17世紀歐洲各國的海上強權逐漸崛起，這使得弱勢的丹麥開始失去在斯堪的纳维亚半岛的殖民統治。因此，它轉向把目光投放在經營非洲、加勒比海和印度的貿易站和殖民地。
當時的丹麥-挪威國王克里斯蒂安四世開始為丹麥制定海外貿易政策，正趕上此時歐洲重商主义的浪潮。丹麥在1620年建立起在印度南岸的特蘭奎巴殖民地。到了近代，丹麥真正控制的只有格陵蘭一帶，但是丹麥已經在1953年停止了其對格陵蘭的殖民統治，而格陵蘭現在已經是丹麥的一個自治省。而法羅群島也在1948年實現了自治。但在近年來，格陵蘭要求獨立的情緒高漲，這使得丹麥對格陵蘭的控制日漸式微。

## 印度

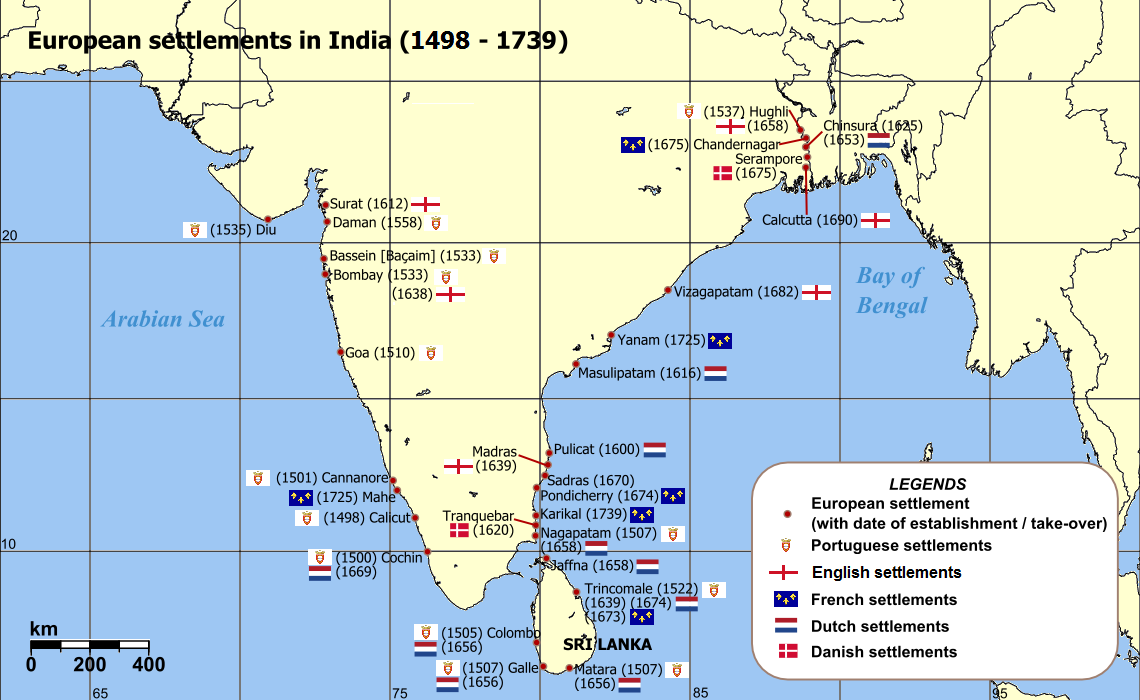
歐洲列強在印度的勢力範圍

丹麥在17世紀至19世紀中一直維持著在印度和錫蘭一帶分散的殖民地和貿易站，但大部分在後來也出賣或割讓予英國。而其在特蘭奎巴的統治最為長久，超過了200年，但最後也被迫賣予英國作為其「日不落帝國」的一部分。
1755年，丹麥獲得了印度賽倫坡，隨後更得到兩個城鎮。它們皆位於加尔各答的北部。而1829年丹麥更在此地建立了第一所大學，直至今天仍然存在，但這些城鎮卻在1845年售予英國。除此之外，丹麥也佔據了印度洋上的尼科巴群島。

## 加勒比海
丹麥分別在1671年和1718年得到了今美屬維爾京群島的聖托馬斯島和聖約翰島，並在1733年向法國購買了聖克洛伊島，這些島嶼的經濟收入都來自蔗糖出產。而其後這些島嶼組合為丹麥屬西印度群島，並在1917年以25,000,000美元賣予美國，後者以之為海軍基地的用途。1917年後，這些島嶼正式易名為美屬維爾京群島。

## 非洲
丹麥亦維持其在西非黃金海岸的一部分貿易站，大部分貿易站主要位於今加纳一帶，當中只有一個到今天仍然運作中。其中一個較大的貿易站則在1661年被瑞典購置。最後，丹麥在1850年把悉數貿易站售予英國，成為大英帝國的一部分。

## 現代
丹麥現今仍然擁有部分原殖民地，分別是格陵蘭及法羅群島，雖然這兩片領土均為自治省，但其居民獨立於丹麥的情緒高漲，尤以格陵蘭為最。